# Tití paressí
El tití paressí (Plecturocebus parecis) és una espècie de primat de la família dels pitècids. És endèmic del centre-oest del Brasil, on viu a la zona de transició entre la selva amazònica i la sabana de cerrado. Es diferencia dels seus congèneres pel color del pelatge. S'alimenta principalment de polpa de fruita madura, llavors i arils. Com que fou descobert fa poc temps, el seu estat de conservació encara no ha estat avaluat, però els científics que el descrigueren el consideren una espècie «gairebé amenaçada» per l'impacte de la desforestació resultant de la ramaderia bovina, les plantacions de soja i blat de moro, els incendis forestals i la construcció de centrals hidroelèctriques. Fou anomenat en referència a la Chapada dos Parecis, que al seu torn deu el seu nom al grup indígena dels paressís.